# Gerhard Mair
Gerhard Mair (27 mei 1942 – 15 april 2004) was een Oostenrijkse voetballer. Hij speelde in België als doelman voor onder meer RSC Anderlecht en Club Brugge.

## Carrière
Gerhard Mair was begin jaren 60 als doelman actief in zijn geboorteland. Hij speelde bij Wacker Innsbruck dat in 1964 kampioen werd in de Regionalliga West en zo promoveerde naar de hoogste voetbalafdeling van Oostenrijk. Club Brugge haalde hem dat jaar naar België. Mair werd bij blauw-zwart de derde doelman, na Fernand Boone en Sandor Baranyai.
Maar tijdens de heenronde pleegde Baranyai plots zelfmoord, waarna Mair tweede doelman werd, waar hij nog altijd amper aan spelen toe.kwam Na een seizoen als bankzitter werd hij uitgeleend aan RSC Anderlecht, waar hij de doublure van Jean Trappeniers werd. Ook dat leverde hem amper speelkansen op. Na twee seizoenen mocht de Oostenrijker terugkeren naar Club Brugge. 
Bij blauw-zwart was Boone nog steeds de onbetwistbare nummer 1. Mair kwam na zijn terugkeer nog één keer in actie voor Club Brugge. In 1969 vertrok de doelman opnieuw naar Anderlecht. De Oostenrijkse keeper werd er deze keer derde doelman, want na Trappeniers kreeg ook Hugo Van den Bossche voorrang. Ondanks weinig speelminuten bleef Mair nog tot 1973 bij paars-wit.